# Aeolesthes sinensis
Aeolesthes sinensis là một loài bọ cánh cứng trong họ Cerambycidae.